# 미드나이트 선 (소설)
미드나이트 선(Midnight sun)은 트와일라잇 시리즈의 번외편으로, 에드워드의 시점이다. 2020년 8월 4일 영문판이 출간되었다.
트와일라잇 시리즈 중에서 유일하게 남자주인공인 에드워드의 시점으로 진행되는 책이다. 벨라의 시점으로 진행되는 트와일라잇에서 의뭉스럽게 나타났던 에드워드의 말과 행동들을 전부 설명해 준다. 중간중간 벨라는 알지 못하는 에드워드의 조심스러운 갈등과 열망을 자세하게 풀어간다.